# Human Protein Reference Database
Lo Human Protein Reference Database (HPRD) è una base di dati di proteine accessibile via internet.
Lo HPRD è il risultato di uno sforzo internazionale tra l'istituto di Bioinformatica di Bangalore in India e il Pandey lab alla Università Johns Hopkins di Baltimora (Stati Uniti).
Lo HPRD contiene informazioni scientifiche, create non in modo automatico, attinenti alla biologia della maggior parte delle proteine umane.
Le informazioni riguardanti le proteine coinvolte in malattie umane sono collegate con la base di dati Online Mendelian Inhertance in Man (OMIM)